# Mabi de Almeida
Álvaro de Almeida surnommé Mabi de Almeida (né à Benguela, le 12 octobre 1963 et décédé le 6 juin 2010 à Huambo) est un entraîneur angolais de football, qui a été sélectionneur de l'Angola des espoirs et des A dans les années 2000.

## Biographie
Mabi de Almeida commence sa carrière en tant qu'adjoint dans l'équipe de Primeiro de Maio dans les années 1980. Puis des années plus tard, il devient sélectionneur des moins de 20 ans angolais entre 2001 et 2006. Il a fait partie du staff qui a remporté la CAN junior 2001 en Éthiopie.
Depuis 2006, il est l'adjoint du sélectionneur Luís Oliveira Gonçalves, qui a qualifié les Palancas Negras pour le Mondial 2006 en Allemagne. Il reste son adjoint jusqu'en octobre 2008, mois de l'éviction de Luís Oliveira Gonçalves pour de mauvais résultats, puis obtient le poste de sélectionneur en novembre 2008 jusqu'à la CAN 2010. Il est viré au bout de sept mois, en avril 2009, pour une succession de mauvais résultats. 
En mai 2010, il est nommé entraîneur du club angolais de Caála mais il décède le 6 juin 2010 à l'hôpital militaire de la province de Huambo, à l'âge de quarante-six ans, d'une crise d'hypertension.